# Сергеєв Василь Павлович
Василь Павлович Сергеєв (23 грудня 1914, Симбірськ — 17 вересня 1991, Київ) — Герой Радянського Союзу, в роки німецько-радянської війни командир ескадрильї 62-го штурмового авіаційного полку 233-й штурмової авіаційної дивізії 4-ї повітряної армії 2-го Білоруського фронту, капітан.

## Біографія
Народився 23 грудня 1914 в місті Симбірськ (нині Ульяновськ) в сім'ї робітника. Росіянин. Член КПРС з 1943 року. Закінчив авіаційний технікум у місті Ульяновськ. Працював авіатехніком.
У 1941 році призваний до лав Червоної Армії. У цьому ж році закінчив Ульянівську військово-авіаційну школу пілотів. У боях німецько-радянської війни з листопада 1941 року. Воював на 2-му Білоруському фронті.
До липня 1944 року В. П. Сергєєв здійснив 110 бойових вильотів на штурмовку аеродромів, залізничних станцій, водних переправ, скупчень живої сили і техніки противника. Знищив на аеродромах чотири ворожих літаки.
Указом Президії Верховної Ради СРСР від 26 жовтня 1944 року за зразкове виконання бойових завдань командування по знищенню живої сили і техніки противника і проявлені при цьому мужність і героїзм капітану Василю Павловичу Сергєєву присвоєно звання Героя Радянського Союзу з врученням ордена Леніна і медалі «Золота Зірка» (№ 4848).
Після закінчення війни продовжив службу у Військово-повітряних силах СРСР. У 1946 році закінчив школу штурманів. 

Могила Василя Сергеєва

З 1956 року майор В. П. Сергєєв — в запасі. Жив у Києві. Помер 17 вересня 1991 року. Похований у Києві на Міському кладовищі «Берківці».

## Нагороди
Нагороджений орденом Леніна, трьома орденами Червоного Прапора, орденом Олександра Невського, двома орденами Вітчизняної війни 1-го ступеня, медалями.